# Александра Зімонс де Ріддер
Александра Зімонс де Ріддер (нім. Alexandra Simons de Ridder, 29 жовтня 1963) — німецька вершниця.
Олімпійська чемпіонка 2000 року в командній виїздці.